# 1323 en Angleterre
Chronologie de l'Angleterre
- 1319
- 1320
- 1321
- 1322
- 1323
- 1324
- 1325
- 1326
- 1327

Cette page concerne l'année 1323 du calendrier julien.

## Naissances en 1323
- Date inconnue : 
  - Margaret le Despenser, nonne
  - Thomas Griffin, chevalier
  - John Hawkwood, mercenaire
  - Édouard de Norfolk, noble

## Décès en 1323
- 3 mars : Andrew Harclay, 1er comte de Carlisle
- 8 avril : John de Monmouth, évêque de Llandaff
- 12 avril : Rigaud d'Assier, évêque de Winchester
- 14 juillet : Ralph de Greystoke, 1er baron Greystoke
- 28 octobre : John Grey, 2e baron Grey de Wilton
- Date inconnue :
  - Guy Ferre, chevalier
  - Philip Kyme, 1er baron Kyme
  - Marmaduke Thweng, 1er baron Thweng